# 눈물 나는 2채널
눈물 나는 2채널(일본어: 泣ける2ちゃんねる)은 2채널(현 5채널)에 올라온 슬픈 이야기를 모은 책이다
가장 많이 올라온 주제는 평소 친밀한 사람에 대해 솔직하게 말할 수 없는 감사나 축하 혹은 사과 내용으로, 익명성이 높은 2채널의 특징 때문에 내용의 진위은를 알 수 없다.
눈물 나는 2채널은 2006년 11월, 후지 TV (CX) 계열의 심야 버라이어티 프로그램인 〈개구리 군의 검색 생활〉이 이를 소개하면서 인기를 끌었다.

## 출판 서적
- 눈물 나는 2채널 (코어 매거진, 2004년 2월, ISBN 4877346759)
- 눈물 나는 2채널 (2) (코어 매거진, 2005년 3월,ISBN 4877348166)
- 눈물 나는 2채널 (3) (코어 매거진, 2007년 6월, ISBN 9784862521651)
- 눈물 나는 2채널 베스트 선발 (코어 무크 시리즈 427호, 2009년 9월, ISBN 4862526837)

관련 서적
- 만화 눈물 나는 2채널 〈고마워요〉라고 말할 기회를 놓친 녀석이 있어? (그림: 눈물 나는 코어 매거진, 2008년 4월, ISBN 9784862523006)